# Hauméa (mythologie)
Pour les articles homonymes, voir Hauméa.
Ne doit pas être confondu avec le dieu Māori Haumia.
Hauméa ou Haumea (prononcé /hʌuˈmɛja/ en hawaïen) est la déesse hawaïenne de la fertilité et de la naissance. Avec Kāne Milohai, elle est la mère de Pélé, Kā-moho-aliʻi, Nāmaka, Kapo et Hiʻiaka. Sorcière puissante, elle donna la vie à de nombreuses créatures, en se transformant parfois en une jeune femme pour se marier avec ses enfants ou petits-enfants. Elle fut tuée par Kaulu.
La planète naine (136108) Hauméa porte son nom.